# Borovský les
Borovský les je krajinná oblast (horopisná jednotka) a geomorfologický okrsek o rozloze 114,39 km2 v severní části Žďárských vrchů, součást Hornosvratecké vrchoviny v regionálním členění georeliéfu (tvaru zemského povrchu) Česka. Leží z hlediska administrativně správního v okresech Chrudim a Svitavy náležejících do Pardubického kraje a v úzkém pásu na katastrálních územích Svratka, Česká Cikánka, České Křižánky a České Milovy v okrese Žďár nad Sázavou náležejícího do Kraje Vysočina.
Krajinná oblast má nepravidelný tvar, vzdáleně připomínající ovál orientovaný severovýchod – jihozápad, ve střední části zúžený, nejdelší vzdálenost činí přibližně 14 km mezi lokalitou Borka (Proseč u Skutče) a Čtyřpaličatými skálami (České Milovy), šířka v severní části kolem 11 km mezi územními výstupky Česká Rybná – Široký Důl, v nejužším místě jen asi 5 km mezi železniční zastávkou Pustá Kamenice a železniční stanicí Borová u Poličky a jižněji 11 km na linii Krouna (okraj lesa nad lokalitou Olšiny) – Březiny u Poličky (lokalita Lísek).
Typem georeliéfu plochá vrchovina v nadmořských výškách přibližně 470–783 m, severní část tvoří horniny poličského krystalinika (proterozoikum), střední část také kutnohorského a svrateckého krystalinika (paleozoikum až proterozoikum) a jižní část především migmatit a ortorula kutnohorského a svrateckého krystalinika (paleozoikum až proterozoikum). V lokalitě Bukovina nad obcí Borová u rozhraní s Pohledeckoskalskou vrchovinou, jihovýchodně od vrcholu Žižkov (752,8 m n. m.), je budována hlubinným magmatitem paleozoika (granit).
Prameniště řeky Novohradky, nejníže je situovaná hladina řeky přibližně v nadmořské výšce 470 m na vtoku do Vranického údolí v přírodní rezervaci Maštale na katastrálním území města Proseč, na rozhraní s Novohradskou stupňovinou.
Horopisem (orografie) stoupá nadmořská výška od severu (Proseč) směrem k jiho-jihozápadu k linii Svratouch – Březiny. Nejvyšších poloh dosahuje vrchovina na jihozápadě na mohutném zalesněném hřbetu orientovaném přibližně SSZ – JJV (vrcholy Otava – Čtyři palice). Nejvyšší bod krajinné oblasti vymezené územím geomorfologického okrsku leží v nadmořské výšce 784 m dle vrstevnicové mapy, několik desítek metrů jižně od trigonometrického bodu s názvem Karlštejn (783,4 m n. m.), na katastrálním území obce Svratouch v okrese Chrudim náležejícím do Pardubického kraje.

## Geografie
V geografii Česka je krajinná oblast s výškovou členitostí vrchoviny situována v nadmořských výškách přibližně v rozsahu 470 až 784 m, její výrazný lesní masiv na jihozápad od železniční trati 261 (Svitavy – Žďárec u Skutče) v úseku Borová u Poličky – Pustá Kamenice má název Borovský les, významnou plochu lesů vlastní město Polička.
Hřbet vrchoviny překonává v katastru Františky (lokalita Špice, rozhledové místo) silnice I/34 v nadmořské výšce 712,6 m (úsek Krouna – Borová), v zářezu pod ní nad korytem Černého potoka je vedena regionální dráha železniční tratě 261 v úseku Borová u Poličky – Pustá Kamenice. V polesí náležejícím do majetku města Poličky je nejvyšším bodem Žižkov (752,8 m), v širším lesním masivu Spálený kopec (765,5 m).
V jižní části krajinné oblasti se nachází izolované skalní útvary na zvláště chráněných územích (Zkamenělý zámek, Milovské Perničky, Rybenské Perničky). V katastru Svratouch je dominantou severovýchodně nad obcí vrch Otava, též Otavův kopec (734,5 m), ve vrcholové části s meteorologickou stanicí ČHMÚ a také zalesněný hřbet s nejvyšším bodem krajinné oblasti na vrcholu s názvem Karlštejn (784 m n. m.), ve vrcholové části se stejnojmenným loveckým zámečkem.
Krajinnou oblast lze přibližně vymezit obcemi (místy) po jejím obvodu (bez územních výstupků) od nejsevernějšího bodu: Proseč u Skutče (lokalita Borka) – Budislav u Litomyšle (Kamenné Sedliště) – Lubná u Poličky (Skelná Huť) – Široký Důl - Oldřiš u Poličky (Černý potok u levostranného přítoku s názvem Potůček) – Borová u Poličky (železniční stanice až sídelní lokalita Bukovina) – Pustá Rybná (kostel sv. Bartoloměje) – Březiny u Poličky (lokalita Lísek) – České Milovy (přírodní rezervace Čtyři palice) – České Křižánky (vrch Horka 614,6 m až lokalita U kříže) – Česká Cikánka (ČOV Svratka) – Svratka (Chlumětínská cesta) – Svratouch (vrchol sedla mezi vrchy Otava a U oběšeného) – Krouna (okrajem lesa u silnice II/354 – Olšiny až nad lokalitu Pleskotka u železniční tratí 261) – Čachnov (lokalita Řežnízka) – Pustá Kamenice (Pekelec – železniční zastávka – výškový bod U javoru 658,6 m) – Rychnov (Rychnovský potok, most silnice I/34) – Otradov (lokalita Na zadech) – Česká Rybná a opět Proseč.

### Původ názvu
Zeměpisné jméno (oronymum) je odvozeno od názvu polesí „Borovský les" v rozsáhlém lesním masivu mezi obcemi Borová a Svratouch, lokalita je typická pro reliéf převážně zalesněné kopcovité krajiny.

### Geomorfologie a přírodní poměry
Geomorfologie řadí Borovský les mezi geomorfologické okrsky v rámci regionálního členění georeliéfu provedeného systémově pro celé území Česka. Řádově nejnižší geomorfologická jednotka se dále nedělí, charakterizuje ji obecně typ georeliéfu se stejným původem povrchových tvarů a s podobnou výškovou polohou. V seznamu geomorfologických jednotek České republiky je označena pětimístným indexem IIC-4A-1.
Tvoří skladebnou část geomorfologického podcelku s názvem Žďárské vrchy (index IIC-4A) spolu s dalšími třemi geomorfologickými okrsky: Pohledeckoskalská vrchovina (index IIC-4A-2), Devítiskalská vrchovina (index IIC-4A-3) a Milovská kotlina (index IIC-4A-4). V rámci Žďárských vrchů druhý největší okrsek z velké části zalesněný, na jihu sousedí s Pohledeckoskalskou vrchovinou (Borová – Pustá Rybná – České Milovy), plochou největším okrskem, na jihozápadě s Milovskou kotlinou (České Milovy – České Křižánky) a v krátkém úseku s horopisně nejvyšší Devítiskalskou vrchovinou (v katastru Svratka). 
Z hlediska historie geomorfologického vývoje georeliéfu (tvaru zemského povrchu) náleží Borovský les do geomorfologického celku Hornosvratecká vrchovina (index IIC-4), jehož součástí je také geomorfologický podcelek Nedvědická vrchovina (index IIC-4B). Mezi obcemi Široký Důl – Oldřiš tvoří Borovský les rozhraní s jejím geomorfologickým okrskem Jedlovská plošina (IIC-4B-1).
V rámci Hornosvratecké vrchoviny je okrajovým okrskem, tvoří rozhraní s geomorfologickými celky:
- Svitavská pahorkatina (index VIC-3); v úseku Proseč – Široký Důl na severovýchodě, omezený je tzv. vysokomýtskou brachysynklinálou (dolů prohnutým ohybem hornin se šikmou podélnou osou, součást vrásy) na rozhraní s Novohradskou stupňovinou (index VIC-3B-2), v Širokém Dole se potkává s Poličskou tabulí (index VIC-3B-3).[2]
- Železné hory (index IIC-3); v úseku Svratka – Svratouch – Pustá Kamenice – Krouna rozhraní s Kameničskou vrchovinou (index IIC-3B-1), v úseku Otradov – Proseč se Skutečskou pahorkatinou (index IIC-3B-2).

V severní části geomorfologického okrsku zalesněný táhlý hřbet stoupající od přírodní rezervace Maštale u Proseče do lokality Špice na katastrálním území Františky a dále do polesí Borovský les. V městských lesích Poličky vrcholí výškovým bodem Žižkov (752,8 m), jeho poměrně prudké jihozápadní svahy klesají k potoku Šonava. Koryto vodního toku odděluje od severu zalesněné pásmo vrchoviny stoupající od Pusté Kamenice s výškovými body Plotník (706,3 m), Bukovina (756,4 m) a nejvyšším bodem Spálený kopec (765,5 m) v rozsáhlém lesním komplexu, od jihu odděluje úzký hřbet potok Hlučál.
Od rozhraní s Kameničskou vrchovinou ve vrcholu sedla na katastrálním území obce Svratouch zhruba ve směru obce Březiny zalesněný hřbet s vrcholy Otava (735 m), Karlštejn (784 m), Bubnovaný kopec (781 m) a od něho ve dvou směrech, více na východ k výškovým bodům Holý vrch (756 m) a skalním útvarům Rybenské Perničky, v jižním směru ke skalním útvarům Bubnovaný kopeček (757 m) v lokalitě Milovské Perničky a vrcholům Čtyřpaličatých skal (Čtyři palice 733 m a Děvín 732 m). 
V jihozápadní polovině krajinné oblasti se na vrchovinném hřbetu objevuje více skalních útvarů vytvořených kryogenními procesy s izolovanými skálami, na úpatí s kryoplanačními terasami, na některých místech s balvanitými a suťovými kamennými poli, např. v lokalitě přírodní památky Zkamenělý zámek. Na vrcholech některých rulových skal se zvětráváním horniny vytvořily jedinečné skalní mísy o různém průměru a prohloubení nazvané podle jejich tvaru perničky (přírodní památka Milovské Perničky, výškový bod Bubnovaný kopeček 757 m a přírodní památka Rybenské Perničky, také vrch Malé Perničky 749 m).
Rozsáhlé lesní porosty tvoří převážně smrk s příměsí buku, jedle, modřínu a borovice. Významné jsou lesní lokality v oblasti vymezené Františky – Proseč – Široký Důl (Dolní les, Obecní les, Posekanec, Sedlíšťský les, Lubenské hájenství, Poříčský les a další), pramení zde Desinka, Desná, Novohradka, potoky Martinický, Prosečský, Lubenský a Oborský náležející do povodí Labe.
Okraje lesních lokalit tvoří vlhké a rašelinné louky se skupinami dřevin (bříza, olše aj.), vyskytují se prstnatec májový, rosnatka okrouhlolistá, tolije bahenní a další chráněné druhy.

### Geologie
Geologické podloží severní části oblasti tvoří horniny pararula, svor, perlová rula, migmatit poličského krystalinika (proterozoikum), střední část migmatit, ortorula, dvojslídný svor a v oblasti kolem sídelní lokality Ruda (Čachnov) tvoří ostrůvky amfibolit, skarn, mramor (krystalický vápenec) kutnohorského a svrateckého krystalinika, také biotitické ruly svrateckého krystalinika (paleozoikum až proterozoikum) a kvarcit poličského krystalinika (proterozoikum), jižní část především migmatit a ortorula kutnohorského a svrateckého krystalinika (paleozoikum až proterozoikum), v lokalitě Bukovina nad Borovou u Poličky granit, hlubinný magmatit (paleozoikum). V oblasti vodních toků a nádrží nivní sediment tvořený hlínou, pískem a štěrkem kvartéru.

### Vodstvo
V zalesněné severní části geomorfologického okrsku rozsáhlá prameniště vodních toků, Novohradky, Desinky a Desné. Terén stoupá jiho-jihozápadním směrem v lesní lokalitě „V rákosí" do nadmořských výšek kolem 650 m s prameništěm řeky Novohradky a potoku Desinka pod výškovým trigonometrickým bodem Dlouhá linie (706,2 m), ležícím na rozvodnici hlavního evropského rozvodí Labe – Dunaj (úmoří Severní moře – Černé moře).
Na jihozápad od železniční trati 261 (úsek Borová u Poličky – Pustá Kamenice) v rozsáhlém polesí Borovský les pramení potoky Brodek, Cikánecký, Černý, Hadí, Hlučál, Pavláska a Šonava náležející do povodí Svratky (Morava, Dunaj), Čachnovský potok nad Čachnovem a Kamenická voda nad Pustou Kamenicí, potoky náležející do povodí Krounky (Novohradka, Chrudimka, Labe).

### Výškové body

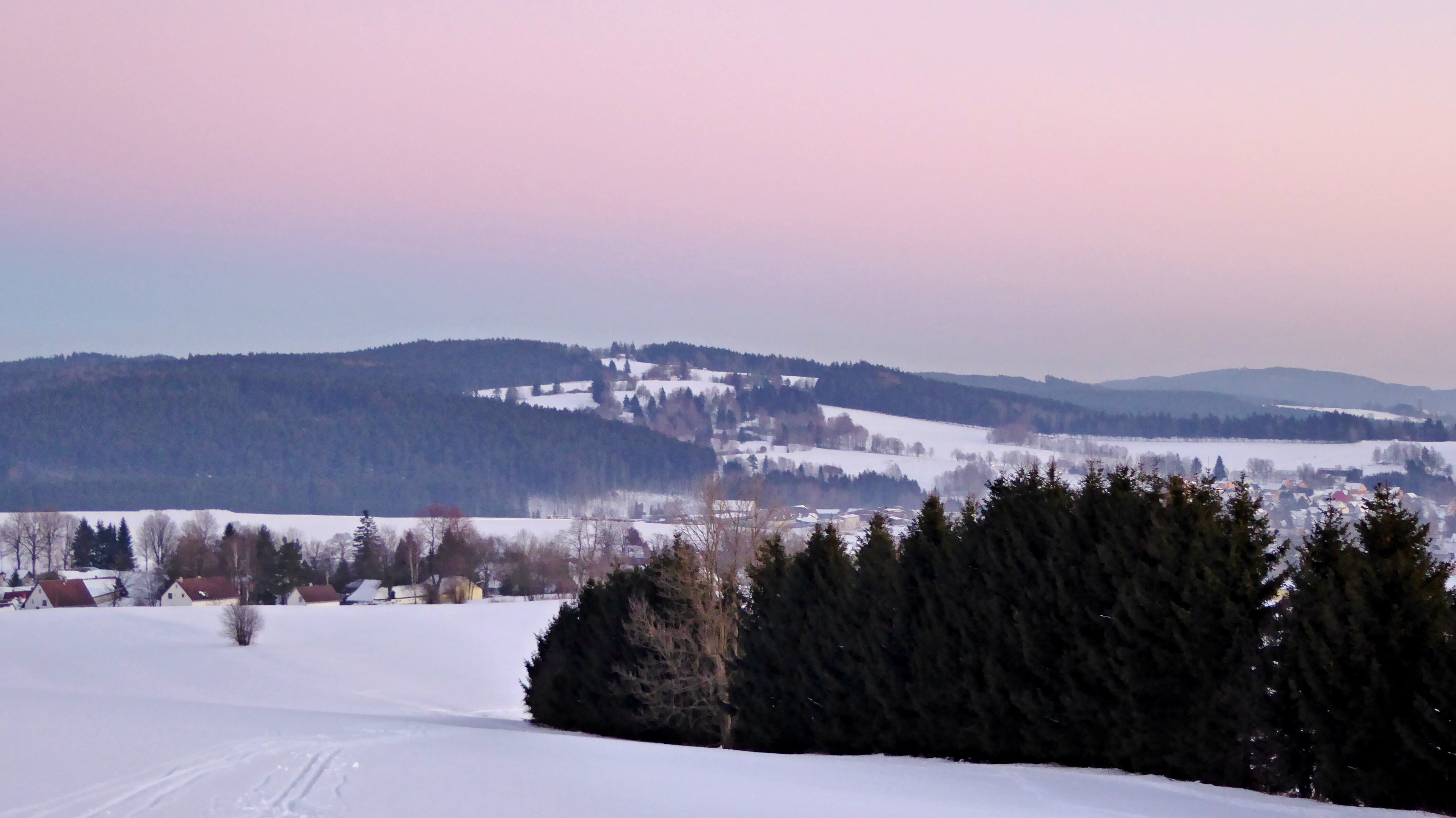
Karlštejn, zhruba uprostřed fotografie, výškový bod a stejnojmenná sídelní lokalita v obci Svratouch, v rámci geomorfologického okrsku Borovský les nejvyšší vrchol georeliéfu

Nejvyšších nadmořských výšek dosahuje zalesněný hřbet na jihozápadě krajinné oblasti mezi vrcholem Otava v katastru obce Svratouch a vrcholy Čtyřpaličatých černých skal přírodní rezervace Čtyři palice v katastru České Milovy.
- Posekanec 553,2 m (Proseč), rozhraní s Novohradskou stupňovinou

- Na Pasekách 629 m (Paseky u Proseče), nedaleko rozhledna Terezka

- Na jílovém kopci 637,7 m (trigonometrický bod Na Jílkovém kopci, Oldřiš)

- Štamberk 669,6 (též Stanov, Borová), v letech 1954 - 1969 ve svahu činný kamenolom, dnes zalesněný vrchol

- Na Plaňavě 671,4 (trigonometrický bod, Martinice u Skutče)

- Skalka 698,8 m (Lubná), dominantní v krajině od Borové

- Dlouhá linie 706,2 m (Martinice u Skutče)

- Plotník 706,3 m (Pustá Kamenice)

- Paseky 710 m (Františky), nedaleko zhušťovací bod U niveláku 712,6 m

- U velkého kamene 723,1 m (trigonometrický bod, Svratouch)

- Děvín 732,0 m (komplex Čtyřpaličaté skály, České Milovy), přírodní rezervace Čtyři palice

- Čtyřpaličaté černé skály 733,2 m (komplex Čtyřpaličaté skály, České Milovy), přírodní rezervace Čtyři palice

- Otava 734,5 m (Svratouch)

- Rybenské Perničky 748,1 m (významný trigonometrický bod Malé Perničky, Pustá Rybná), nedaleko skalní útvary s nivelací: 727,6 m (1.1), 744,2 m (1.3), 749,2 m (1.2) a také přírodní památka Rybenské Perničky

- Zkamenělý zámek 752,2 m (výškový bod, Svratka), přírodní památka Zkamenělý zámek

- Žižkov 752,8 m (Pustá Rybná), polesí Borovský les, nejvyšší v městských lesích Poličky

- Kaštánkův kopec 752,8 m (Pustá Kamenice)

- Holý vrch 755,8 m (Pustá Rybná)

- Bukovina 756,4 m (Pustá Kamenice)

- Bubnovaný kopeček 757,3 (významný trigonometrický bod, Březiny u Poličky), nedaleko přírodní památky Milovské Perničky

- Rovina 760,6 m (Svratouch)

- Spálený kopec 765,5 m (významný bod, Pustá Kamenice), ve vrcholové části radiokomunikační věž – uváděna za nejvyšší bod[1] pevně spojený se zemí (lesní lokalita na katastrálním území Borová u Poličky, Pustá Kamenice a Pustá Rybná)

- Bubnovaný kopec 780,1 m (Pustá Rybná)

- Karlštejn 784,4 m (Svratouch), nejvyšší bod na území vymezeném geomorfologickým okrskem[2]

## Ochrana přírody a krajiny
Na vymezených lokalitách je zvláště chráněným územím (přírodní rezervace Čtyři palice, Damašek, Maštale (jižní okraj), přírodní památky Bučina-Spálený kopec, Milovské Perničky, Rybenské Perničky, Zkamenělý zámek), přibližně jižní polovinou plochy od roku 1970 součástí Chráněné krajinné oblasti Žďárské vrchy, hranici tvoří silnice I/34 v úseku Rychnov (most přes Rychnovský potok) – odbočka se silnicí II/357 v obci Borová.